# Patte
Cet article possède des paronymes, voir Pâte et Pate.
Pour les articles homonymes, voir Patte (homonymie).
Cet article concerne le membre locomoteur. Pour la fixation, voir Patte (fixation).

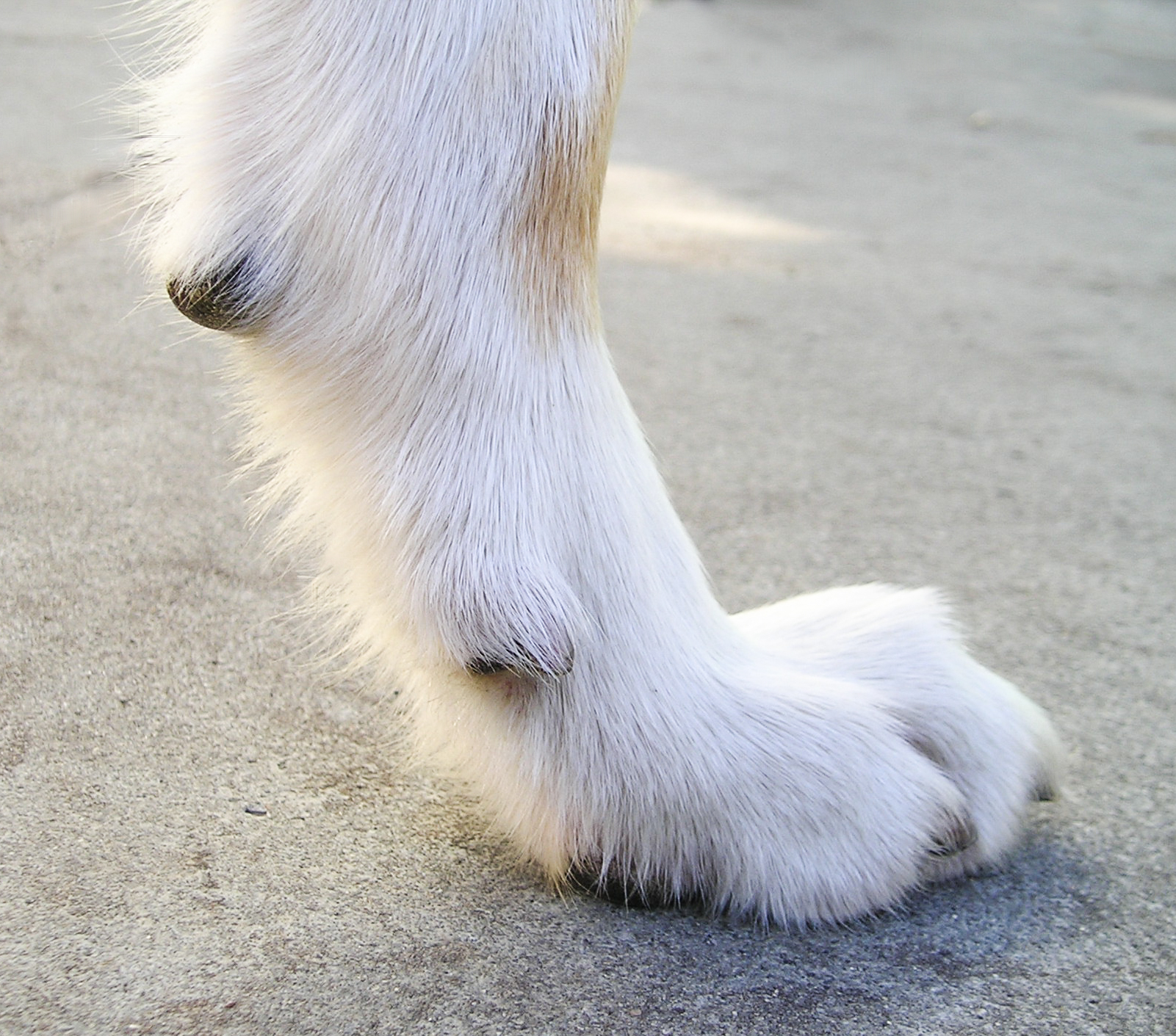
Patte de chien

En zoologie, la patte, du latin pattus ou du bas francique *patta, désigne généralement un membre locomoteur.

## Tétrapodes ou quadrupèdes

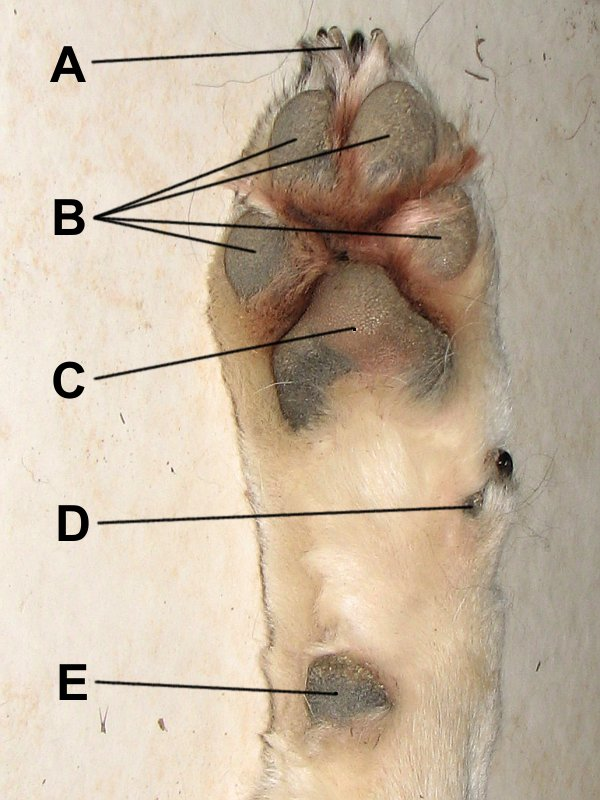
Extrémité de la patte d'un chien.
A : griffe ;
B : coussinets digitaux ;
C : coussinet palmaire ;
D : ergot ;
E : coussinet carpien.

Le terme de tétrapode signifie « qui possède quatre pieds », et, par extension « quatre pattes ». Le terme de quadrupède, quant à lui, désigne l'animal ayant un mode de locomotion à quatre pattes.

### Mammifères
Certains mammifères ont été regroupés en fonction de la forme de leurs pattes :
- les ongulés (groupe désuet) ;
- les artiodactyles ;
- les périssodactyles.

### Plantigrades
Ils marchent sur la plante des pieds.

### Éléments des pattes de tétrapodes
Les pattes des tétrapodes comprennent divers éléments associés à des os :
- hanche ou épaule, avec os iliaque et omoplate ;
- fémur ou humérus, avec tibia et péroné ou radius et cubitus ;
- cheville et poignet, avec tarses ou carpes ;
- pied et main, avec métatarses ou métacarpes ;
- doigts ou orteils, composés eux-mêmes de phalanges. Ce sont eux qui portent les ongles ou griffes.

## Les arthropodes

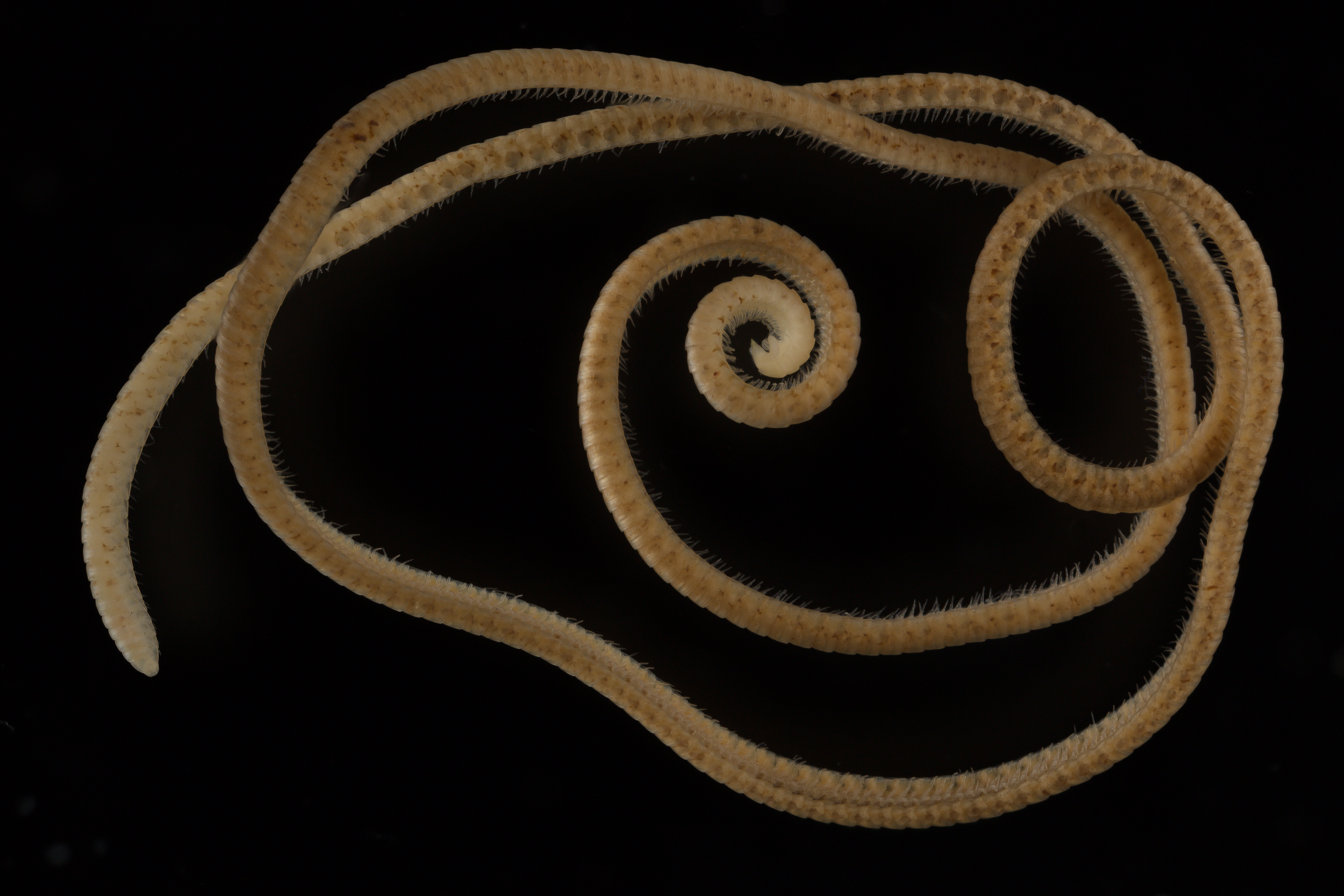
Eumillipes persephone est, avec 1306 pattes, la seule espèce connue de mille-pattes à en avoir véritablement plus de mille.

La patte des arthropodes est articulée (arthros signifie articulation).
- hexapode, animal qui a six pattes (les insectes notamment) : voir patte de l'insecte.
- chélicérate, animal qui a huit pattes (les arachnides notamment)
- décapode, animal qui a dix pattes (crustacés)
- myriapode, qui a une myriade de pattes (mille-pattes)

Ces pattes, selon les taxons, peuvent être biramées (cas des crustacés) ou uniramées (cas des insectes ou des arachnides).

## Mollusques
- céphalopodes (« pattes ou pieds sur la tête » : octopus))
- Gastéropodes (« patte ou pied sur le ventre »)
- Scaphopodes (« pattes ou pieds en forme de barque »)

Dans le cas des mollusques, les « pattes » sont plutôt des tentacules.

## Évolutions secondaires des pattes

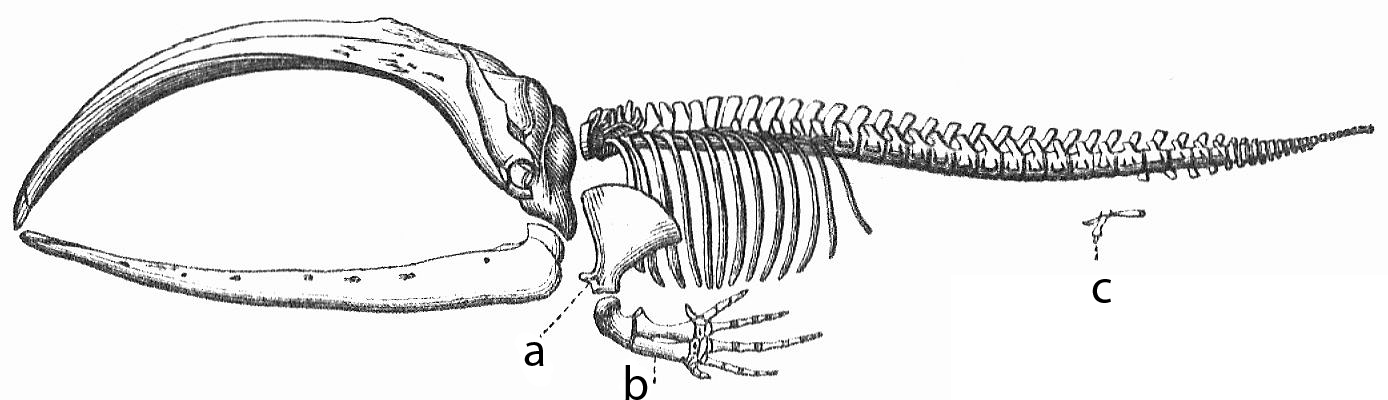
Squelette de baleine -en b : nageoire, en c : pattes vestigiales

Les pattes peuvent s'être transformées en nageoires (cétacés, pinnipèdes, reptiles marins (tortues marines, ichtyosaures).
Les pattes peuvent avoir disparu au cours de l'évolution, comme c'est le cas avec les pattes antérieures (ailes) de certains oiseaux aptères (cas du kiwi) ou les pattes postérieures chez les cétacés (baleines).

### Pattes antérieures
Les pattes antérieures (ou pattes avant) peuvent s'être transformées en :
- bras chez l'homme
- ailes (oiseau, chauve-souris)
- pattes fouisseuses (taupe, courtilière)
- pattes ravisseuses (mante religieuse, mantispe commun, nèpe)

### Pattes postérieures
Les pattes postérieures (ou pattes arrière) peuvent s'être transformées en :
- jambes chez l'homme
- pattes saltatrices (kangourou, grenouille, sauterelles)
- pattes palmées (palmipèdes), des nageoires (tortues) ou autres pattes natatoires (dytique, notonectes).

La bipédie caractérise les animaux bipèdes, qui ont deux pattes ou qui marchent sur deux pattes. C'est une évolution par rapport à la quadrupédie (exemples : homme et oiseaux).
Certains oiseaux dits aptères, au cours de leur évolution, ont perdu leurs ailes (exemple : kiwi). Ils n'ont donc plus que deux membres.

## Vocabulaire

### Expressions françaises avec le mot patte
- Bas les pattes
- Enlève tes grosses pattes de là
- Faire patte de velours
- Graisser la patte de quelqu'un
- Marcher à quatre pattes
- Montrer patte blanche
- Patte d'éléphant ou Patte d'éf
- Patte de lapin
- Patte de mouche
- Patte folle
- Patte du loup/de la louve

### Autres expressions ayant un lien avec patte
- Donner la papatte
- Patte d'oie
- Pattemouille

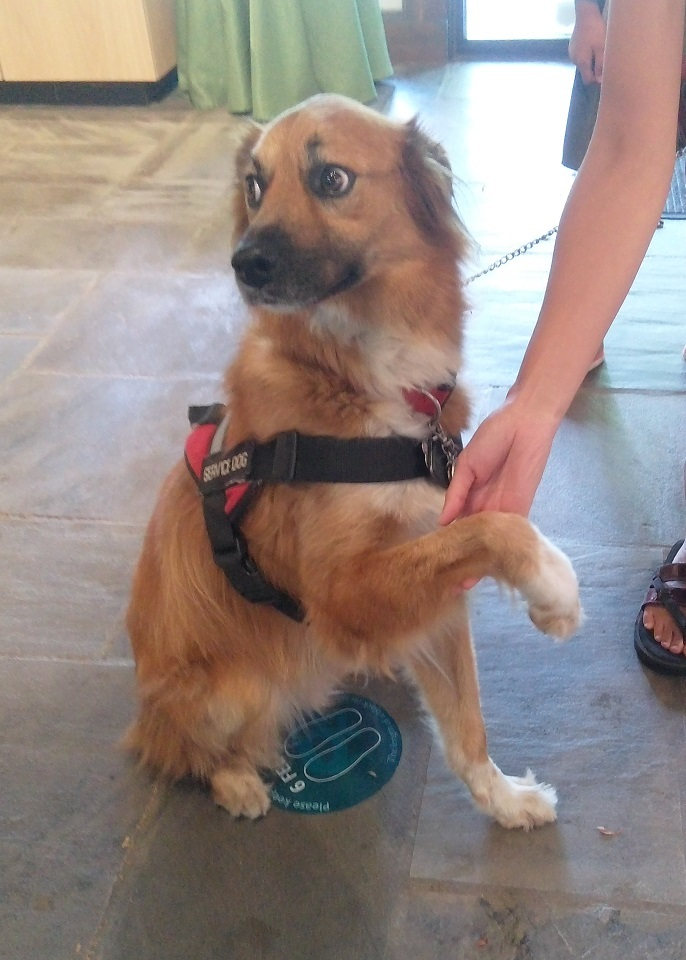
Donne la papatte ! Woof, vous avez dit biscuit ?!

- Patte ! ou Pathe ! (expression locale) : Interjection exprimant un sentiment violent, le plus souvent en rapport avec une situation désagréable (ex. : Ah patte ! Je suis encore passé sous la table !). En fonction de l'orthographe, diverses explications peuvent être données quant à l'origine du mot. « Pathe ! » viendrait du mot grec Pathos (la souffrance, la passion). « Patte ! » pourrait être un diminutif de l'expression « la patte du loup », qui elle-même trouve son origine dans le conte « Le Loup et les sept chevreaux », où la reconnaissance de la patte du loup est liée à une situation de danger (« montrer patte blanche »).

Aujourd'hui, l'orthographe avec deux T est la plus usitée.

### Adjectif
- Pattu : qui a de grosses pattes